# Wee Willie Winkie
Wee Willie Winkie is een Amerikaanse avonturenfilm uit 1937 onder regie van John Ford. Het scenario is gebaseerd op de gelijknamige novelle uit 1888 van de Schotse dichter William Miller uit Glasgow (1810-1872).

## Verhaal
Op het einde van de 19e eeuw gaat Priscilla Williams met haar moeder in Brits-Indië op bezoek bij haar grootvader, die er als legerofficier gestationeerd is. Hij is een erg chagrijnige man, die gewend is om alleen met soldaten om te gaan. Om de aandacht van haar grootvader te trekken gaat Priscilla in de leer bij sergeant MacDuff.

## Rolverdeling
| Acteur            | Personage               |
| ----------------- | ----------------------- |
| Shirley Temple    | Priscilla Williams      |
| Victor McLaglen   | Sergeant MacDuff        |
| C. Aubrey Smith   | Kolonel Williams        |
| June Lang         | Joyce Williams          |
| Michael Whalen    | Luitenant Brandes       |
| Cesar Romero      | Khoda Khan              |
| Constance Collier | Mevrouw Allardyce       |
| Douglas Scott     | Mott                    |
| Gavin Muir        | Kapitein Bibberbeigh    |
| Willie Fung       | Mohammet Dihn           |
| Brandon Hurst     | Bagby                   |
| Lionel Pape       | Majoor Allardyce        |
| Clyde Cook        | Majoor Sneath           |
| Bunny Beatty      | Elsie Allardyce         |
| Lionel Braham     | Generaal-majoor Hammond |

## Prijzen en nominaties
| Jaar | Prijs  | Categorie              | Genomineerde(n)                  | Uitslag     |
| ---- | ------ | ---------------------- | -------------------------------- | ----------- |
| 1937 | Oscars | Beste productieontwerp | William S. Darling David S. Hall | Genomineerd |